# Brenno Bertoni
Brenno Bertoni (Lottigna, 7 agosto 1860 – Lugano, 18 febbraio 1945) è stato un avvocato, giornalista e politico svizzero.

## Biografia
Fu politico, massone, giurista, giornalista, studioso di storia nazionale e cantonale e membro dell'Accademia della Crusca. Era fratello dello scienziato Mosè Giacomo Bertoni.
Si laurea in diritto nel 1883 a Ginevra, dove aveva aderito ad un circolo goliardico libertario.  Al suo rientro nel Canton Ticino si iscrive alla Loggia massonica luganese Il Dovere, appartenente alla Gran Loggia Svizzera Alpina.
Diventa giudice del tribunale d'appello dal 1893 al 1901, presidente della Camera criminale dal 1895 al 1901. Autore di saggi di carattere giuridico, storico, economico, politico e letterario. Dal 1878 al 1888 è redattore dell'Educatore della Svizzera italiana. Nel 1889 fonda La Riforma, giornale liberale di opposizione al regime conservatore. Collaboratore del giornale il Dovere.
Nel 1890 è tra i promotori dell'iniziativa per la riforma costituzionale e tra i protagonisti della rivoluzione radicale dell'11 settembre. Nel 1897 con Romeo Manzoni, Emilio Bossi e il cognato Francesco Chiesa fonda l'Unione radicale-sociale ticinese, associazione politico-economica che si prefigge di spingere il partito liberale a riforme decise sul terreno dei principi e in materia sociale ed economica. Questa associazione fu la premessa della scissione del 1902 fra la Grande Corrente liberale e l'Estrema radicale. Tenace difensore dell'italianità del Ticino, addita fra i mali del Paese l'ignoranza della storia nazionale. Convertitosi all'elvetismo negli anni 1910, si preoccupa di salvaguardare la fisionomia svizzera del Ticino contro la tentazione irredentista.
Deputato al Gran Consiglio (1901-1912, 1917-1921, 1931, 1936-1939), membro della Costituente cantonale nel 1921, deputato al Consiglio nazionale dal 1914 al 1920 e al Consiglio degli Stati dal 1920 al 1935, membro del comitato del partito radicale svizzero dal 1915 al 1919, fece parte di numerose commissioni cantonali e federali, in modo particolare delle commissioni legislative, dove fu relatore di molti progetti di legge.

## Scritti
- Pagine scelte, edite ed inedite, Istituto editoriale ticinese, Lugano-Bellinzona, 1941.
- Carteggio, 1900-1940, Ed. Casagrande, Bellinzona, 1994.